# Cartouche (heraldiek)

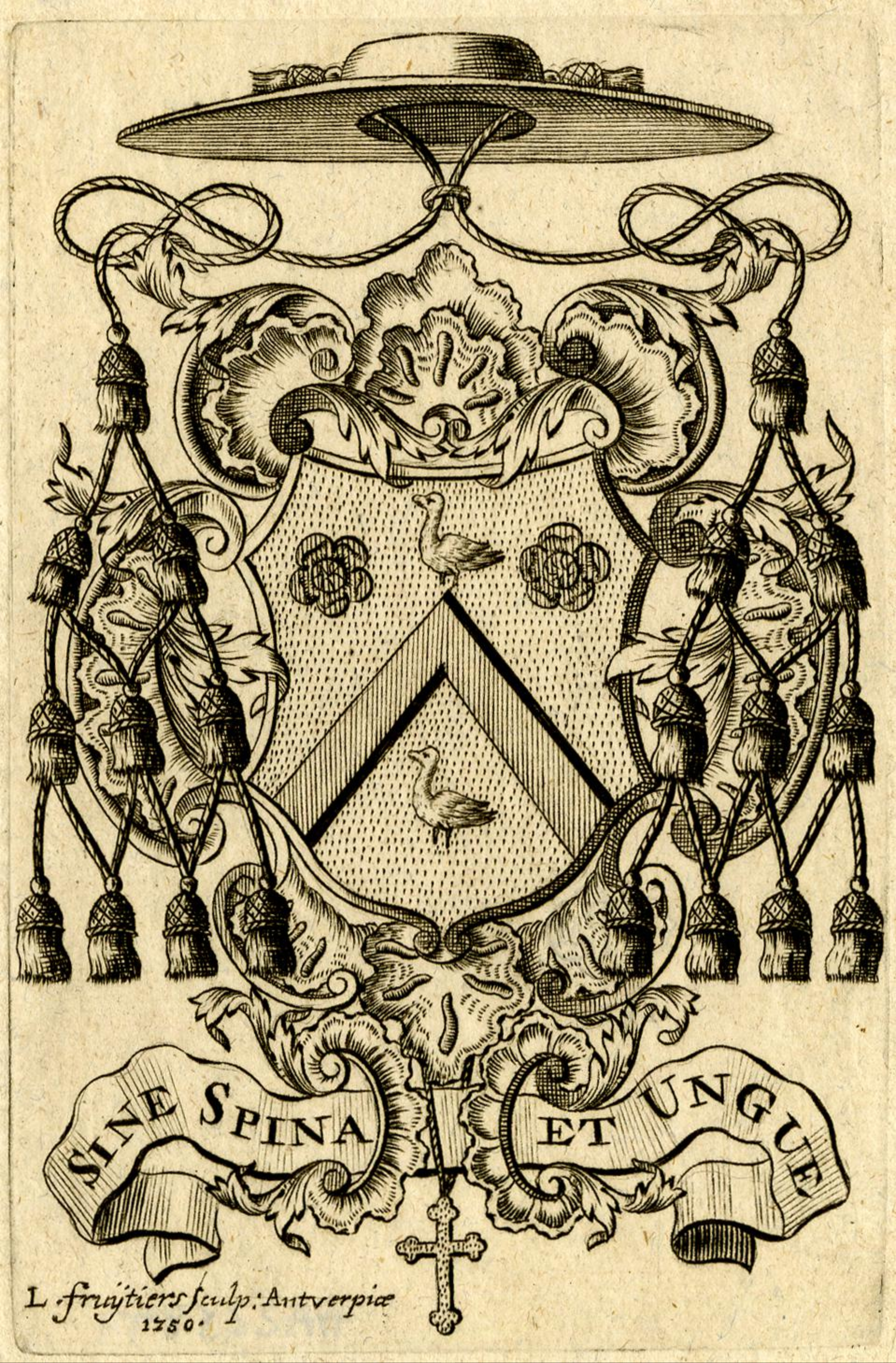
rococo cartouche met het wapenschild van Mgr. de Gentis, door Lodewijk Joseph Fruytiers

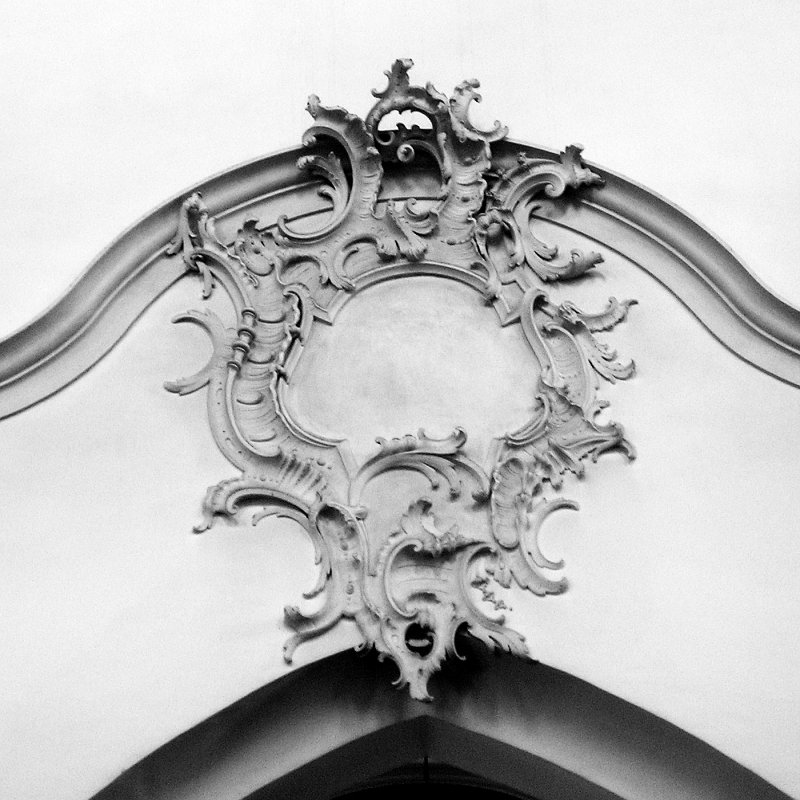
Voorbeeld uitgevoerd als ornametaal stucwerk.

Een cartouche was in de heraldiek oorspronkelijk een eenvoudig schild, waarop een tekst werd aangebracht. Wellicht is het een voortzetting van de middeleeuwse banderolle. De omlijsting van dit schild werd in de Zuidelijke Nederlanden (Antwerpen) steeds rijker versierd.
Omkrullende uitsteeksels met openingen waardoor voluten bewogen gaven de cartouche een levendig aanzien. Later werden twee schilden op elkaar gelegd, waarvan de randornamenten door elkaar werden gevlochten en werden ook draperieën en bloemslingers gebruikt.
In de 16e eeuw een was het een geliefd en verbreid versieringsmotief. Het laat grote vrijheid aan de fantasie van de kunstenaars. De gildenbreuk van Reynegom bevat een aantal cartouches.